# Vathek (romanzo)
Il romanzo orientaleggiante Vathek (titolo originale Vathek, o in alcuni testi Vathek, an Arabian Tale o The History of Caliph Vathek) rese il suo autore, il viaggiatore e scrittore inglese William Beckford, molto più famoso di quanto lo siano stati i suoi libri di viaggio. Beckford compose Vathek in francese nel 1785, di getto, in soli tre giorni e due notti, e lo pubblicò in inglese a Losanna nel 1787. Il romanzo reca oltre 160 note dell'autore (e del primo traduttore dal francese all'inglese), moltissime delle quali sono corpose e dotte.

## Trama
Il ricchissimo Califfo Vathek,, nipote di Hārūn al-Rashīd, è dedito alle scienze esoteriche e ai misteri dell'occulto. Egli accoglie generosamente nel suo palazzo tutti gli stranieri di passaggio da Samarah, per vari decenni capitale califfale abbaside, sicché gli capita di ospitare un giorno un visitatore dalle orribili fattezze.
Lo straniero mostra al Califfo degli oggetti unici e strabilianti, dice di venire da una regione sconosciuta dell'India e si rivelerà, dopo poco, un vero e proprio demonio. Il Califfo dà allo straniero il nome di Giaour (infedele). Il Giaour è talmente crudele da pretendere, per svelare al Califfo alcuni dei suoi strabilianti segreti, che Vathek rinneghi Maometto, che cominci ad adorarlo e gli sacrifichi cinquanta tra i più bei bambini, figli degli uomini più facoltosi del suo regno.  
Tra i segreti che il Giaour promette di svelare a Vathek c'è quello del "Palazzo del Fuoco sotterraneo", cioè il Palazzo entro cui riposa Solimano Ben Daoud.  Il Califfo Vathek è deciso a compiere tale orribile sacrificio, pur di conoscere alcuni dei segreti che il Giaour ha promesso di svelargli e riesce, con un geniale stratagemma, a compiere il sacrificio dei cinquanta bambini. Ciò innesca il desiderio di vendetta dei genitori, che lo vogliono uccidere per il tremendo reato che Vathek ha architettato ai loro danni.
Vathek riesce, grazie alla collaborazione di sua madre Carathis e del visir Morakanabad, a rifugiarsi nel suo palazzo e da lì, grazie ad un passaggio segreto, nella magnifica torre. Al suo interno, Vathek e sua madre si apprestano a eseguire un falò per ingraziarsi il Giaour. I sudditi, spaventati da quello che sta succedendo, decidono di cercare di spegnere il falò e salvare il loro Califfo. Il Vathek tuttavia riesce a sacrificare alcuni suoi sudditi per ingraziarsi il Giaour.
Dopo questa prova di sudditanza, il Giaour fa pervenire a Vathek una pergamena con le istruzioni su dove andare per poter scoprire i vari segreti esoterici. Le istruzioni impongono di organizzare una carovana molto sfarzosa e di dirigersi verso Istakhar: da lì poi egli riceverà nuove istruzioni. Vathek riesce ad organizzare il viaggio, portando con sé gli eunuchi, le Sultane, le concubine favorite, i paggi, i cuochi ed altro personale e parte per la destinazione che il Giaour gli ha ordinato.
Il Califfo, nel suo viaggio, si imbatte nei sudditi dell'Emiro Fakreddin; questi ha una figlia bellissima, di nome Nouronihar, e il Califfo se ne innamora riamato. 
Un Genio, dopo aver chiesto il permesso a Maometto, cerca di convincere Vathek a tornare sulla retta via e, difatti, Vathek e la bella Nouronihar rispondono all'invito del Genio a riconsiderare la loro scellerata idea di andare a Eblis 
Ciononostante, i due infine saranno travolti dalla disperazione, dall'empietà, dal reciproco odio, in punizione dell'ambizione sfrenata e della superbia del Vathek.  

## Personaggi
- Vathek: Califfo
- Carathis: Madre di Vathek
- Motavakel: fratello di Vathek
- Morakanabad: Visir del Califfo
- Rabalouk: primo Eunuco
- Giaour: straniero
- Fakreddin: Emiro
- Nouronihar: figlia dell'Emiro
- Gulchenrouz: cugino di Nouronihar

## Temi
In Vathek domina il deserto, inteso quale terra inospitale. 
Il romanzo, che fu molto apprezzato da Lord Byron, solo in apparenza è una storia orientale sul tipo del romanzo ironico volterriano e muove i primi passi nella narrativa protoscientifica che Mary Shelley esplorerà.

### Fantasia erotica
Si tratta di una fantasia erotica sul modello del racconto di De Sade, scritta sullo sfondo esotico del gotico o dell'orrore.
Vathek, inoltre, malgrado non afferisca al genere gotico in senso stretto, dacché supera il mondo medievale approdando invece nel campo della conoscenza, presenta tuttavia tematiche riconducibili al genere.

### Sete di potere
Il romanzo di Beckford offre poi un'opportunità di evasione nella vita di un gentiluomo inglese dell'epoca. L'eroe arabo di Beckford è assetato di potere, quel potere di dominare la vita e la morte che pervaderà anche Victor Frankenstein; per assecondare le sue ambizioni il protagonista si inoltra nelle caverne segrete di un mondo sotterraneo, dove però scopre che le sue fantasie sono destinate a rimanere tali. Vathek è un Rasselas privato della sua filosofia morale.

### Riferimenti
Nell'unico capitolo presente ci sono citazioni, tra cui di Hārūn al-Rashīd, la Divina Commedia, Le mille e una notte, l'Iraq, la città di Babilonia, le divinità indù Visnù e Ixhora.

## Critica
William Beckford era noto per i suoi racconti di viaggio e per il gusto gotico delle sue storie. Solo in seguito alla rivalutazione da parte del critico Cvetan Todorov, il nome di Beckford è uscito dalle pure citazioni di genere esaltando i pregi del romanzo comunque già molto apprezzato da Byron.